# Grammitis subsessilis
Grammitis subsessilis là một loài dương xỉ trong họ Polypodiaceae. Loài này được Baker C.V. Morton mô tả khoa học đầu tiên năm 1967.